# Willi Balz
Willi Balz (* 14. Juli 1960) ist ein deutscher Unternehmer, der vor allem als Gründer und Geschäftsführer des Unternehmens Windreich bekannt wurde, welches 2013 insolvent wurde.

## Leben
Willi Balz wuchs als ältester Sohn mit zwei Geschwistern auf dem elterlichen Bauernhof in Wolfschlugen bei Stuttgart auf. Nach der Schule absolvierte er eine Ausbildung zum Elektroniker, die er als Landessieger bei der IHK abschloss. Anschließend studierte er von 1982 bis 1986 Wirtschaftsingenieurwesen an der Fachhochschule für Technik in Esslingen am Neckar.
Ab 1981, also parallel zum Studium, machte Balz sich selbständig. Er betätigte sich in der Entwicklung, Finanzierung und Durchführung von verschiedenen Bauprojekten wachsender Größe, zuletzt vorwiegend Supermärkte und Einkaufszentren, wofür er mehrere Unternehmen wie Financial Consulting und FC Immobilien gründete.
1982 kam der Hobby-Segelflieger im Rahmen eines Praktikums beim Flugzeugbau-Unternehmen Schempp-Hirth erstmals mit großen Windkraftanlagen in Kontakt, da er hier am Bau der Flügel für die Testanlage Growian beteiligt war.
Ab 1989 verband Balz sein privates Interesse an der Windkraft mit seiner Unternehmertätigkeit. In den folgenden Jahren gründete Balz mehrere Unternehmen zur Entwicklung von Windenergie-Projekten, darunter 1999 die FC Windkraft, aus der 2010 die Windreich AG entstand, und 2000 gemeinsam mit der Putzmeister AG die NATENCO (Natural Energy Corporation).
2003 übernahm Balz alle Anteile an der NATENCO von Putzmeister. 2006 verkaufte er das Unternehmen an den französischen Windparkbetreiber Theolia. Im Gegenzug erwarb Balz Anteile an Theolia. Seit 2008 sitzt Balz auch im Aufsichtsrat des börsennotierten Unternehmens.
2007 stieg Balz als zweitgrößter Aktionär beim Windkraftanlagenhersteller Fuhrländer ein, und seit 2008 gehört er auch dort zum Aufsichtsrat.
In den Jahren 2009–2010 ordnete Balz seine Gesellschaften neu. Er bündelte die Aktivitäten im Bereich der Windenergie in der Windreich AG, die er als Alleinaktionär und Vorstandsvorsitzender führt. Mit dem ehemaligen baden-württembergischen Wirtschaftsminister Walter Döring, der TV-Moderatorin Sabine Christiansen, Karl-Gerhard Eick, Hans-Jörg Bullinger, Eberhard Veit gewann Balz prominente Personen für den Vorstand und den Aufsichtsrat, die aber jeweils nach einiger Zeit wieder ausschieden.
Ein geplanter Börsengang der Windreich AG wurde 2012 abgesagt. Ende 2012 geriet die Windreich AG wegen zunehmender Schwierigkeiten bei der Kapitalbeschaffung unter Druck. Balz räumte „Liquiditätsprobleme“ ein. Im März 2013 wurde bekannt, dass die Staatsanwaltschaft Stuttgart wegen des Verdachts der Bilanzmanipulation, des Kapitalanlagebetruges, der Marktpreismanipulation und des Kreditbetruges gegen Balz und andere Windreich-Manager ermittelt. Nachdem die Windreich AG im September 2013 Insolvenz anmelden musste, zog sich Balz aus der Geschäftsführung des Unternehmens zurück.
Im Januar 2017 folgte eine Anklage gegen ihn und weitere Personen, u. a. Walter Döring wegen Insolvenzverschleppung, Beihilfe dazu sowie wegen Betrugs. Die Anklage wurde in allen Punkten zugelassen, der Prozess begann im zweiten Halbjahr 2019. Am 2. Dezember 2020 wurde Balz zu viereinhalb Jahren Haft verurteilt. Das Urteil ist seit April 2022 rechtskräftig. Die Verfahren gegen sieben Mitangeklagte wurden eingestellt.

## Sport und Hobbys

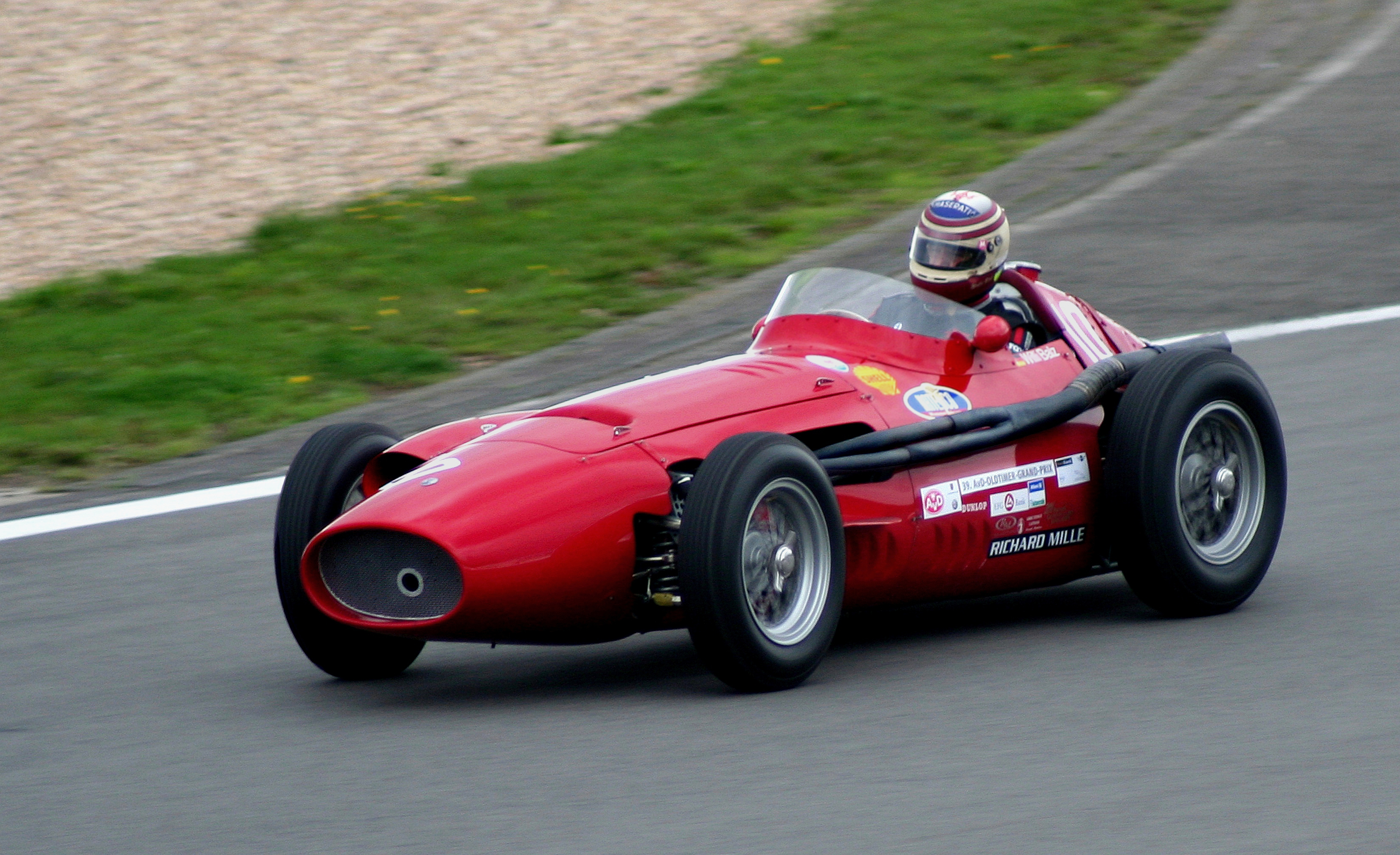
Willi Balz mit seinem Maserati 250 F beim Oldtimer-Grand-Prix 2011 auf dem Nürburgring

Im Alter von 20 Jahren erwarb Balz eine Pilotenlizenz für Segelflugzeuge. Bald darauf begann er, den Flugsport auch wettbewerbsmäßig zu betreiben und erzielte einige Erfolge: Es begann 1983 mit einem zweiten Platz in der Deutschen Meisterschaft im Streckenflug in der Doppelsitzerklasse. Seitdem gewann Balz drei Mal die Deutsche Meisterschaft im Streckenflug (DMSt), sieben Mal den Klippeneckwettbewerb und acht Mal den Wettbewerb auf der Hahnweide. Auch in der italienischen Meisterschaft war er mehrfach erfolgreich.
Unter Mitarbeit von Balz wurde ein Segelflugzeug mit Zusatz-Elektroantrieb vom Typ Arcus E entwickelt. Die Akkus können über eine mobile Station geladen werden, die wiederum von einer Kleinwindkraftanlage gespeist wird. Laut Aussage von Balz war der Windreich Arcus E sei „der erste völlig CO2-frei fliegende Motorsegler“. Das innovative Konzept wurde unter anderem im Rahmen des Wettbewerbs 365 Orte im Land der Ideen ausgezeichnet. Bekannten Persönlichkeiten wie Bertrand Piccard, Reinhold Messner oder Richard Branson absolvierten mit Balz als Pilot in dem Doppelsitzer Probeflüge.
Für die FC Financial Consulting GmbH wurde eine firmeneigene Segelyacht, die 19 Meter lange Slup Finsco gebaut. Hersteller war die Yachtwerft Martin in Radolfzell am Bodensee. Mit der Finsco nahm Balz auch als Skipper an Regatten teil. So belegte er mehrfach vordere Plätze beim Rennen Les Voiles de Saint Tropez.
Zu Balz’ Vermögen gehörten mehr als 70 Oldtimer, zum Teil Fahrzeuge im Wert von mehreren Millionen Euro wie ein Maserati 250 F von 1958. Diese Wagen fuhr er zum Teil bei Oldtimerrennen selbst, den Maserati unter anderem beim Oldtimer-Grand-Prix 2011 auf dem Nürburgring und beim Goodwood Revival. Einer seiner Maseratis sei für 6,2 Millionen Euro verkauft worden.